# Rita Dominic
Rita Uchenna Nkem Dominic Waturuocha (Imo, 12 luglio 1975) è un'attrice nigeriana.

## Primi anni
Membro della famiglia reale dei Waturuocha Aborh Mbaise, nell'area di governo locale in Imo. È la più giovane di quattro fratelli. Padre medico e madre infermiera. La Dominic ha completato gli studi presso la scuola primaria e secondaria nello Stato di Abia, Nigeria, prima di dirigersi verso l'Università di Port Harcout, dove si è laureata in Arti Teatrali.

## Carriera
Iniziò ad esibirsi in recite scolastiche e in alcuni programmi televisivi dello Stato di Imo. Nel 1998 ha recitato nel suo primo film A time to kill dove ha vinto il City People Awards nel 2004. Ha partecipato a più di 100 film.

## Filmografia

### Cinema
- Children of Terror, regia di Chico Ejiro (1998)

- Prisoner of Love, regia di Chico Ejiro (1999)
- My Guy, regia di Basorge Tariah Jr. (1999)
- Face of a Liar, regia di Zik Zulu Okafor (1999)
- Aba Riot, regia di Chico Ejiro (1999)
- Aba Riot 2, regia di Chico Ejiro (1999)
- Unforgetable, regia di Osita Okoli (2003)
- Unforgetable 2, regia di Osita Okoli (2003)
- To Love a Thief, regia di Adim Williams (2003)
- Throwing Stones, regia di Tchidi Chikere (2003)
- The Intruder, regia di Ebere Onwu (2003)
- The Intruder 2, regia di Ebere Onwu (2003)
- Street Life, regia di Chico Ejiro (2003)
- Love You Forever, regia di Chico Ejiro (2003)
- Lean on Me, regia di Ifeanyi Ikpoenyi (2003)
- Lean on Me 2, regia di Ifeanyi Ikpoenyi (2003)
- Back from America
- A time to Remember
- Accidental Discharge
- Working class Lady
- True Romance
- The ingrate
- The faithull
- Sweet Love, regia di Osita Okoli (2004)
- Singles&Married
- Schames: Bad Babes
- Night of Riot
- Love Temple
- Love after Love
- Lost Paradise
- Last Wedding
- Indecent act
- I Believe in you
- Goodbye New York
- Blood Diamonds
- All my Life
- Wheel of Change
- Ultimate of Crisis
- Tricks of Women
- The Begotten
- Suicide Lovers
- Queen of my Heart
- Orange Groove
- Only Love
- Never Too Far
- More than Gold
- Love Story
- Last Game
- Kill the Bridge
- Joshua
- Face of Africa
- Guys On the Line
- Desperate Billionaire
- C.I.D.
- Bless Me
- 2 Face
- Wedding Fever
- Unbreakable Affair
- Total Control
- The Humble of Lion
- Sweet Sound
- Spirit of Love
- Show Girl: Face of Africa 3
- Saviour
- Million Dollar Sister
- Married for Money
- Last Offence
- Jealous Heart
- Hidden Murder
- Girls Cot
- Dancing Heart
- Connected Firm
- All I Have
- Yahoo Millionaire
- Sleek Ladies
- The Next Election
- Legal War
- Immaterial
- Caught-Up
- A Better Place - 1997
- Yankee Girls
- True Lies
- White Water
- Run Away Prince
- Saidi's Song
- 76, regia di Izu Ojukwu (2016)